# 黒澤明スクールオブフィルム
黒澤明スクールオブフィルム（くろさわあきらすくーるおぶふぃるむ、英語: Akira Kurosawa School of Film）は、カリフォルニア州オレンジ郡アナハイムに本部を置くアメリカの私立大学。1996年創立、2010年大学設置。
1996年に設立されたアナハイム大学の映画学校。名称は、映画監督の黒澤明に因む。美術学修士号が取得できるオンライン教育プログラムを提供。

## 概観
本学では、故・黒澤明監督の映画製作の精神に則った映画作りを学習。また、本学が独占所有する、現場での黒澤監督をとらえた数時間に及ぶ未公開映像をもとに、現場で指揮を取る黒澤監督の言動に直に学習。さらに、毎週、リアルタイムで行われるオンライン授業やオンラインディスカッションを通じ、本学教授陣やクラスメートと共に学習。本学では、映画製作の中心地、ハリウッドへの地理的近さや、本学特有の一流映画監督、業界人、その他メディアプロダクションや配給会社とのつながり、さらに独占所有する優れた映像コンテンツを生かし、さまざまな映画や映像・ゲーム製作を学ぶことが可能。
ハリウッドで有名なスティーヴン・スピルバーグ、ジョージ・ルーカス、マーティン・スコセッシなどの世界的有名な映画監督やハリウッド俳優などがファンで尊敬する黒澤明監督から名称。

## 教育および研究

### 映画学部

#### 必修科目
- 世界的に影響を与える黒澤明のシネマ (The Cinema of Akira Kurosawa in Global Context Language)
- 映画美学コース (Film Aesthetics)
- デジタルシネマ制作コース（初級）(Intro to Digital Filmmaking)
- デジタルシネマ制作コース（上級）(Advanced Digital Filmmaking)
- 脚本コース (Screenwriting)
- 世界シネマの歴史 (History of World Cinema)
- 映画理論コース (Film Theory)
- 国際映画ビジネスコース (The International Film Business)
- ポストプロダクション・コンセプトコース（音響と編集）(Concepts of Post-Production: Sound and Editing)
- 論文 (Thesis)

#### 選択科目グループB
- ドキュメンタリー映画コース（歴史と論理）(Documentary Film – History and Theory)
- ドキュメンタリー映画製作コース (Documentary Film Production)
- アニメーション（歴史、論理、実践）(Animation – History, Theory, Practice)
- オンライン製作 (Producing for the Web)
- ゲームデザイン（歴史と実践）(Game Design – Theory and Practice)
- ストーリー構成 (Story Structure)

- トランスナショナル・フィルムジャンル (Transnational Film Genre)
- メジャーな世界的監督 (Major World Directors)

## 大学関係者一覧

### 学部長
- デイビット・デッサー[2]（南カリフォルニア大学映画芸術学部大学院にて博士号／『黒澤明の侍映画』著書）

### 副学部長
- ヴィクラム・チャンナ[3]（ワーナー・ブラザース・ディスカバリー（アジア太平洋） 制作・企画開発部副社長）

### 教授
- リリー・アレキサンダー
- ライアン・ダニエル・マクキニー
- ラッファエル・ラッファエル
- ビリー・バーミリオン

## 公式サイト
- 黒澤明スクールオブフィルム